# Lingewaard
Lingewaard – gmina w prowincji Geldria w Holandii. W 2014 roku populacja wyniosła 45 814 mieszkańców. Stolica gminy to Huissen.
Przez gminę przechodzi autostrada A15 droga prowincjonalna N325.

## Miejscowości
| Miejscowość | Populacja |
| ----------- | --------- |
| Huissen     | 17.888    |
| Bemmel      | 12.591    |
| Gendt       | 7.253     |
| Angeren     | 2.847     |
| Doornenburg | 2.742     |
| Haalderen   | 1.991     |
| Ressen      | 126       |

Przysiółki: Baal · Bergerden · Boerenhoek · Doornik · Flieren · Honderdmorgen · Hulhuizen · Kapel · Klein Baal · Kommerdijk · Hoeve · Looveer · De Pas (Bemmel) · De Pas (Doornenburg) · Sterreschans · Vossenpels · Het Zand · Zandheuvel · Zandvoort